# Natriumvinylsulfonat
Natriumvinylsulfonat, kurz SVS (von englisch Sodium vinylsulfonate) genannt, ist als Natriumsalz der Vinylsulfonsäure der einfachste Vertreter ungesättigter Alkensulfonate. Seine bifunktionelle Natur mit einer olefinischen Doppelbindung und einer reaktiven Sulfonsäuregruppe macht SVS zu einem nützlichen organischen Zwischenprodukt und vielseitigen Monomerbaustein für Homo- und Copolymere.

## Gewinnung und Darstellung
Natriumvinylsulfonat entsteht bei der alkalischen Hydrolyse von Carbylsulfat:
Es fällt bei der Reaktion als verdünnte wässrige Lösung an, die durch Sprühtrocknung aufkonzentriert und in festes Natriumvinylsulfonat überführt werden kann.

## Eigenschaften
Die bei der Hydrolyse von Carbylsulfat entstehende gelbbraune wässrige Natriumvinylsulfonat-Lösung wird auf 25 bis 35 Gew.% SVS und einen pH-Wert von 8 bis 12,5 eingestellt. SVS neigt zur Reaktion mit Luftsauerstoff und zur Polymerisation, ist aber bei Stabilisierung (z. B. mit 100 ppm MEHQ oder 20ppm Cupferron) und sachgemäße Lagerung (unter 25 °C und im Dunklen) über mindestens sechs Monate stabil.

## Verwendung
Natriumvinylsulfonat-Lösung wird als Glanzzusatz in Nickel- und Chrom-Galvanikbädern eingesetzt. Eine Weiterentwicklung als Spitzenglanzbildner bei der Abscheidung von Nickel ist das 1-(2-Sulfoethyl)-pyridiniumbetain aus der Stoffklasse der Sulfobetaine, das durch Umsetzung von SVS mit Pyridin im sauren Medium erhalten wird. Natriumvinylsulfonat reagiert mit einer Vielzahl nucleophiler Agentien zu den entsprechenden Folgeprodukten, wie z. B. mit Phenolen, Mercaptanen, Aminen zu Taurinderivaten usw., sowie insbesondere mit Alkoholen unter Bildung von Isethionaten. Diese Sulfethylierungsreaktion lässt sich auch als polymeranaloge Umsetzung mit hydroxygruppenhaltigen Polymeren, wie z. B. Cellulose oder Celluloseethern zur Einführung von Sulfoethylgruppen einsetzen. Die Reaktion von SVS mit Hydroxyalkylaminen ergibt nach Ansäuern Hydroxyalkylaminosulfonsäuren, die wichtige Puffersubstanzen, wie z. B. TES darstellen.
Natriumvinylsulfonat ist ein vielseitig einsetzbares Monomer, aus dem Homopolymere, sowie Copolymere mit Vinylderivaten, wie z. B. Vinylacetat und mit Acrylsäurederivaten, wie z. B. Acrylsäureestern, Acrylamid, Acrylnitril usw. hergestellt werden können. Copolymere mit Acrylamid sind wegen ihrer guten Temperaturstabilität und Toleranz gegenüber Calciumionen als Bohrhilfsmittel in der tertiären Ölförderung (Enhanced Oil Recovery) interessant. Terpolymere mit Acrylsäure und Vinylacetat eignen sich als Dispersionsmittel in der industriellen Wasseraufbereitung.
Des Weiteren sind Pfropfcopolymere zugänglich, z. B. mit Polyacrylnitril zur Verbesserung der Anfärbbarkeit der Farbbeständigkeit, der Antistatikeigenschaften, der Abriebfestigkeit usw. der daraus hergestellten Fasern.
Weitere Anwendungsbeispiele für SVS und seine Copolymere sind bekannt.